# Crambus nemorella
Crambus nemorella là một loài bướm đêm trong họ Crambidae.